# 广州天河机场
廣州天河機場是原位於廣東省廣州市東郊（今天河區）天河村附近的一個機場，東南面是石牌，因北面緊鄰瘦狗嶺，所以又稱瘦狗嶺機場。機場於民國17年（1928年）12月開始興建，民國20年（1931年）建成啟用，1960年被廢置。
1984年，廣州市政府決定在機場原址上興建天河體育中心，3年後體育中心建成。

## 民國發端

### 興建與使用
民國17年（1928年），国民革命军第八路軍总指挥部航空处決定在天河興建新機場，用於代替廣州大沙頭機場。航空處撥款40萬大洋用於機場興建，同年12月動工。1931年機場建成啟用。
機場雖早在1928年就已劃定地塊，但興建期間因粵桂戰爭而一度停工。後在1929年，經航空处代理处长陈庆云的呼吁下，机场建设才進入“快车道”。機場的興建還因為墳墓遷移的問題而一度滞碍。機場建成後，因為周邊地區已有石牌跑马场机场和白云机场兩個民用機場，所以機場被定為軍用機場，由八路軍航空处所属空军飞行部队驻场，广东航空学校第五期学生后期训练亦迁到這裡進行。
1931年廣州舉辦首屆賽馬，因時石牌跑馬場未有完工，曾借用天河空軍機場舉辦馬賽，在臨時搭建葵篷觀眾席。1月12日賽馬日時天氣陰寒，廣東省政府主席陳銘樞等軍政要員、來賓和觀眾1000多人出席觀看。當日共6場賽事設一、二、三等獎。完賽後由陳銘樞頒獎，最後還有表演過馬術。

### 軍機集體北飛
1936年6月，廣東空軍司令黄光锐為團結抗日，策劃廣東空軍9個飛行中隊脫離陈济棠的“北飛”行動，投奔南京中央空軍。行動在7月18日凌晨實施，在行動過程中，由於人多飛機少，發生爭搶飛機的局面，導致一架飛機起飛時墜毀。好在準備充分，除此之外沒有發生其他墜機事件，69架飛機由隊長谢莽帶領飛往南昌，黄光锐等3人則分別乘坐3架教練機飛往香港。

## 抗日戰爭時期

### 日軍佔領及擴建

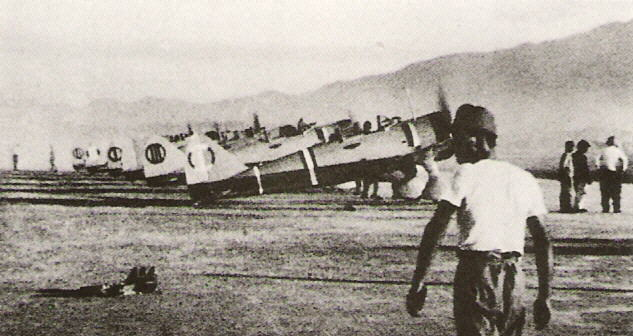
日軍第64中隊第1中隊部署在天河機場。由於跑道尚未鋪砌，因此可以認為這張照片拍攝於1938年11月至1939年1月之間

1937年8月31日，日軍派遣6架三菱九六式陸上攻撃機首次對天河機場進行空襲。廣東空軍的飛機強行從機場起飛追擊日軍飛機，由于在开战前只进行过飞行、地靶和夜航训练，没有进行过格斗空战和空靶射击，最終在虎門才擊落兩架日軍飛機。日軍於9月下旬出動近30架轟炸機再次空襲廣州，廣東空軍9架霍克III战斗机全部起飛迎擊，其中4架被擊落，飞行员关孟祝成为首位因捍卫广州主权而牺牲的空军飞行员。
1938年3月1日，日軍再度轟炸機場，同年10月21日廣州淪陷。淪陷之後，日軍將天河機場作為空軍基地對廣州市區進行轟炸。此後，從1940年起日軍對天河機場進行大肆扩建，增加飛機庫。在擴建過程中他們通過汪精卫政权從天河地區招募勞工，每天給予5－9角錢（當時约值一斤大米）日本軍票作為報酬。在對機場進行擴建的同時，日軍還拆迁了广九铁路东山至石牌间3公里线路，改为由沙河至石牌，建成全长5.4公里的吉山至黄埔港的黄埔支线。

### 同盟國的轟炸

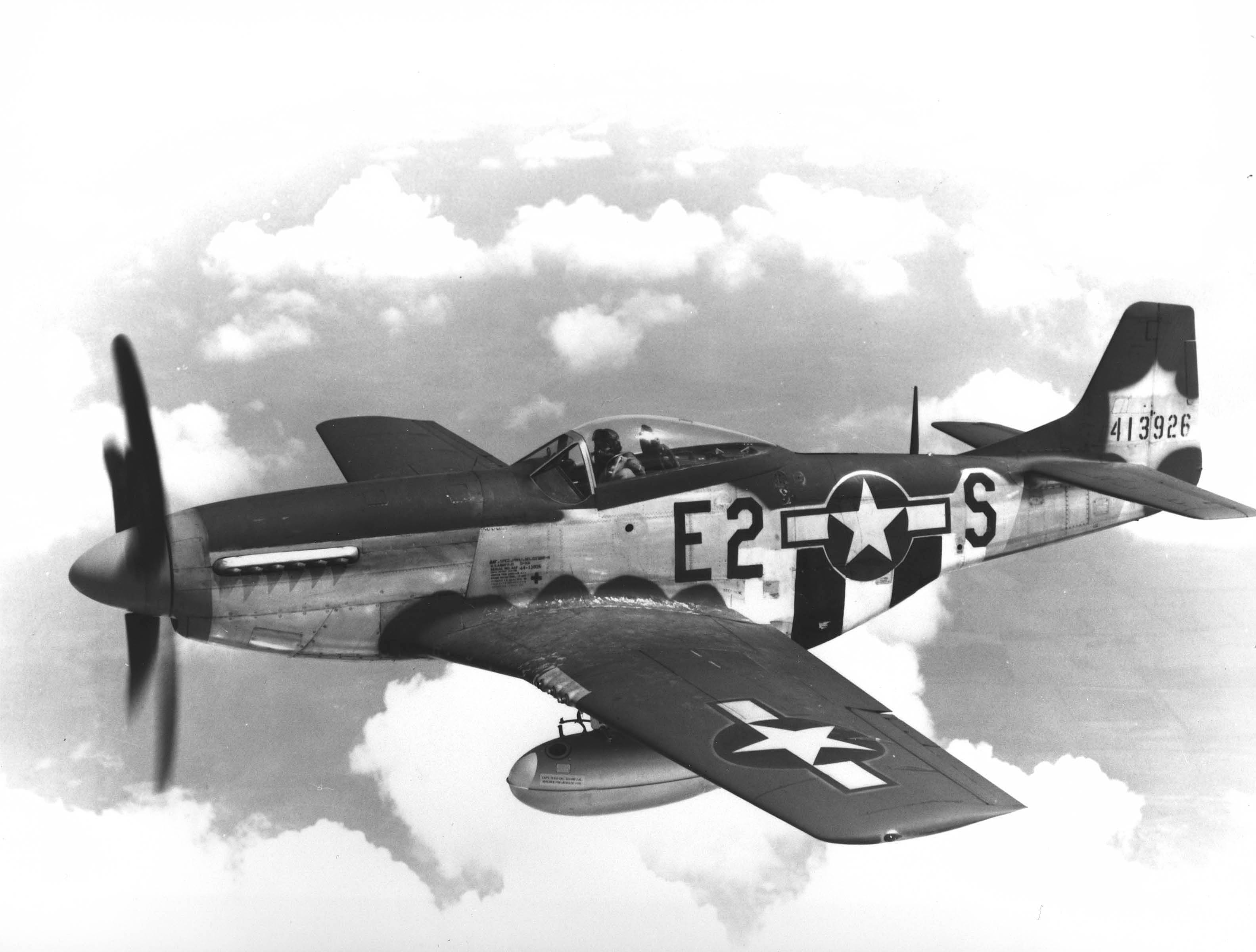
P-51“野馬式”戰鬥機是二戰期間最有名的戰鬥機之一，它為二戰同盟國的勝利立下了汗馬功勞

日軍攻陷廣州之後，天河機場成為日軍的重要空軍基地，同盟國的空軍便對機場進行了轟炸：
- 1944年11月29日，一批美軍飛機對機場進行轟炸，其中有兩架P-51“野馬式”戰鬥機從瘦狗岭方向沖向机场，一架在低空對在機場附近的日軍高炮陣地進行掃射，而另一架則直接降落在跑道上滑行對日軍飛機進行掃射。但在返航時一架飛機被擊落，墜毀在棠下上社村的一塊菜地，飛行員被村民救起，護送至清远国民党第六十三军军部（后轉至曲江国民党第四战区总部和美国十三航空指挥部）。临走时飞行员將所攜帶的军刀送給其中一位村民。該村村民之後受到兩國军方的奖赏：首先是广州市盟国对华救济总署无偿拨了一批大米给村民。後來在1946年冬协助珠江水利局建造蓄水湖，解决该村旱涝之患[3]。

- 1943年12月24日，美國陸軍第十四航空隊（飛虎隊）第308轟炸機大隊的28架B-24“解放者”轟炸機（Consolidated B-24 Liberator）在24架P-40戰鷹戰鬥機和6架P-51戰鬥機的掩護下對天河機場進行空襲，炸毀日軍的6架飛機並在空戰中擊落3架飛機。此前，美軍分別在11月25日和12月1日空襲台灣新竹機場和香港九龍的日軍海軍基地[6]。

## 廣州光復後

### 兩次轉為民用
天河機場在二戰後，有過兩次用於民用：
- 民國36年（1947年），因白雲機場擴建，民航飛機改在天河機場起降，直至1949年擴建工程竣工為止。
- 1950年下半年，天河機場與白雲機場交換使用。民航廣州辦事處進駐天河機場，對機場的助航設施等設備進行完善和安裝，包括：赤崗發射台、導航台、定向台、近歸航台、遠歸航台、天河第二中心发射台和探照灯站等助航設施，和远近归航指点信标机、跑道灯、夜航灯等设备。

在機場設備完善後，周恩来等国家领导人曾在天河机场迎接苏联顾问团或外国首脑。

### 廢置及以後
1959年12月22日，民航管理局搬回白云机场，天河机场交回空军使用。由於天河機場所在地的地理位置、氣象條件等因素所限制，沒有擴建的前途，機場在1960年後期被廢置。
1984年，经中央军委批准，广州军区空军和广州军区政治部将旧天河机场移交给广州市政府，以配合市府在机场原址上興建天河體育中心，作为六运会的主场馆。体育中心随即于當年7月4日動工，1987年8月31日落成。
廣州市天河區的名字由來也與天河機場有關係：天河區的名字源自天河體育中心，而天河體育中心則繼承了天河機場的名字，天河機場的名字則是來自天河村。